# Antônio Ariosto de Barros Perlingeiro
Antônio Ariosto de Barros Perlingeiro, detto Ariosto (Santo Antônio de Pádua, 13 maggio 1928 – Niterói, 2 agosto 2010), è stato un calciatore brasiliano, di ruolo attaccante.

## Carriera
Ariosto giocò per il Botafogo, club del quale fu miglior marcatore nel Campionato Carioca del 1950 e 1951, rispettivamente con 12 e 7 gol.